# Jeronim Mihaić
Jeronim Mihaić (Pučišća, 1873. – 1960.) bio je hrvatski franjevac.

## Životopis
Rodio se 1873. godine u Pučišćima na Braču. U mladosti odlazi u Argentinu. Nakon što je skupio novca odlazi hodočastiti u Svetu zemlju. Od tada ostaje u Svetoj zemlji. Kako nije završio školu postao je franjevački brat. Službovao je kao sakristan u bazilici Svetog groba. Veliku je ulogu za franjevce i kršćansku zajednicu napravio što je otkupio povijesne nekretnine od velike važnosti za kršćansku zajednicu. Od mjesnih je Arapa za franjevački red otkupio kuću u kojoj se je održala Posljednja večera (Cenakul). U Transjordaniji je kupio zemljište od mjesnih Arapa, vrh brda Neba.
Prijateljevao je s jordanskom kraljevskom obitelji. Preminuo je 1960. godine u Ammanu, u Jordanu. Pokopan je na brdu Nebo.

### Članci
- Štefanić, Urban. 1994. Hrvatski franjevci i Isusova zemlja - Sveta zemlja. Crkva u svijetu. Sveučilište u Splitu - Katolički bogoslovni fakultet. Split. 29 (4): 414–5